# Joachim Löw
Joachim „Jogi“ Löw (Schönau im Schwarzwald, 3. veljače 1960.) bivši je njemački nogometaš i izbornik njemačke nogometne reprezentacije.
S Elfom je 2014. godine postao svjetski prvak osvojivši Svjetsko prvenstvo u Brazilu. U ožujku 2021. Löw je najavio da će podnijeti ostavku na svoju dužnost nakon Europskog prvenstva 2020., što je i učinio sredinom 2021.